# Saint-Mariens
Saint-Mariens – miejscowość i gmina we Francji, w regionie Nowa Akwitania, w departamencie Żyronda.
Według danych na rok 1990 gminę zamieszkiwało 1015 osób, a gęstość zaludnienia wynosiła 85 osób/km² (wśród 2290 gmin Akwitanii Saint-Mariens plasuje się na 423. miejscu pod względem liczby ludności, natomiast pod względem powierzchni na miejscu 934.).